# Physalaemus atlanticus
Espèce
Statut de conservation UICN

 VU D2 : Vulnérable
Physalaemus atlanticus est une espèce d'amphibiens de la famille des Leptodactylidae.

## Répartition
Cette espèce est endémique de l'État de São Paulo au Brésil. Elle se rencontre jusqu'à 50 m d'altitude dans la municipalité d'Ubatuba,.

## Publication originale
- Haddad & Sazima, 2004 : A new species of Physalaemus (Amphibia; Leptodactylidae) from the Atlantic forest in southeastern Brazil. Zootaxa, no 479, p. 1–12 (texte intégral).